# Aéroport international de Tunis-Carthage
L'aéroport international de Tunis-Carthage (code IATA : TUN • code OACI : DTTA) dessert Tunis, la capitale de la Tunisie, et sa région. Situé à huit kilomètres au nord-est de Tunis, il est mis en exploitation en 1940.
L'aéroport porte le nom de la cité historique de Carthage qui est située à l'est de l'aéroport. Lors de sa mise en exploitation, l'aérodrome est connu sous le nom de Tunis-El Aouina.
En 2012, il a accueilli plus de 5,2 millions de passagers après une année de décrue liée aux conséquences de la révolution de 2011. Il est la base d'opération de la compagnie aérienne nationale Tunisair et de sa filiale Tunisair Express mais il est aussi utilisé par les compagnies privées tunisiennes comme Nouvelair Tunisie et Syphax Airlines.
Comme la grande majorité des aéroports tunisiens, l'aéroport est géré par l'Office de l'aviation civile et des aéroports. L'assistance au sol est assurée par Tunisair Handling, une autre filiale de Tunisair.

## Histoire
Bien que déjà desservi depuis 1920 par des hydravions de la Compagnie Aéronavale qui se posent sur le lac de Tunis, l'aérodrome de Tunis est d'abord de taille modeste : on dénombre, en 1938, 5 800 passagers entre la Tunisie et la France. Dès 1944, des travaux d'aménagement sont effectués à El Aouina (classé A en vue d'accueillir du trafic international). L'État français, qui en est propriétaire, assume tous les frais en conformité avec la politique de l'aviation dans le cadre de l'Union française.
Sérieusement concurrencée par le développement des sociétés privées de transport aérien, Air France n'assure que les 3/5 du trafic des passagers entre la Tunisie et la métropole. Ce trafic, en progrès constant, se chiffre en 1951 à 56 400 passagers dont 33 400 par Air France. L'activité de cette dernière se manifeste par 11 services hebdomadaires sur DC-4 ou Constellation qui mettent Tunis à trois heures de Marseille, à cinq heures de Paris et à sept heures et quart de Casablanca. Transitant à Tunis, les Constellations de la ligne Paris-Douala couvrent les 5 300 kilomètres du parcours en 16 heures 25 (dont 2 800 kilomètres d'une traite entre Tunis et Fort-Lamy). De son côté, Tunisair, compagnie aérienne de la Tunisie d'abord associée à Air France, relie en DC-3 Tunis à Marseille, Nice, Ajaccio, Bastia, Bône, Alger, Rome, Sfax, Djerba et Tripoli. Plusieurs autres compagnies françaises desservent l'aéroport : Aigle Azur, dont la ligne Paris-Brazzaville fait escale à Tunis, Air Transport, dont la ligne Marseille-Tunis (supprimée en 1952) est rétablie au printemps 1953, et la TAI (Transports Aériens Intercontinentaux) qui fait escale à Tunis dans le sens Saïgon-Paris. En ce qui concerne les compagnies étrangères, il faut noter la présence de la TWA, dont les lignes Rome-New York et Rome-Bombay font escale à Tunis, et de la LAI (compagnie italienne) qui effectue la liaison Rome-Palerme-Tunis.
La moyenne annuelle des arrivées et des départs sur l'aérodrome de Tunis passe de 2 220 en 1938 à 9 370 en 1949, 10 209 en 1950 et 10 677 en 1951. Au cours des mêmes années, en totalisant arrivées, départs et transits, le nombre de passagers, dont la pointe de trafic se produit en juillet et août pour les départs et en septembre pour les arrivées, passe de 10 220 en 1938 à 92 000 en 1949, 97 300 en 1950 et 104 000 en 1951. Le fret passe quant à lui de 1,8 tonne en 1938 à 2 800 tonnes en 1951.

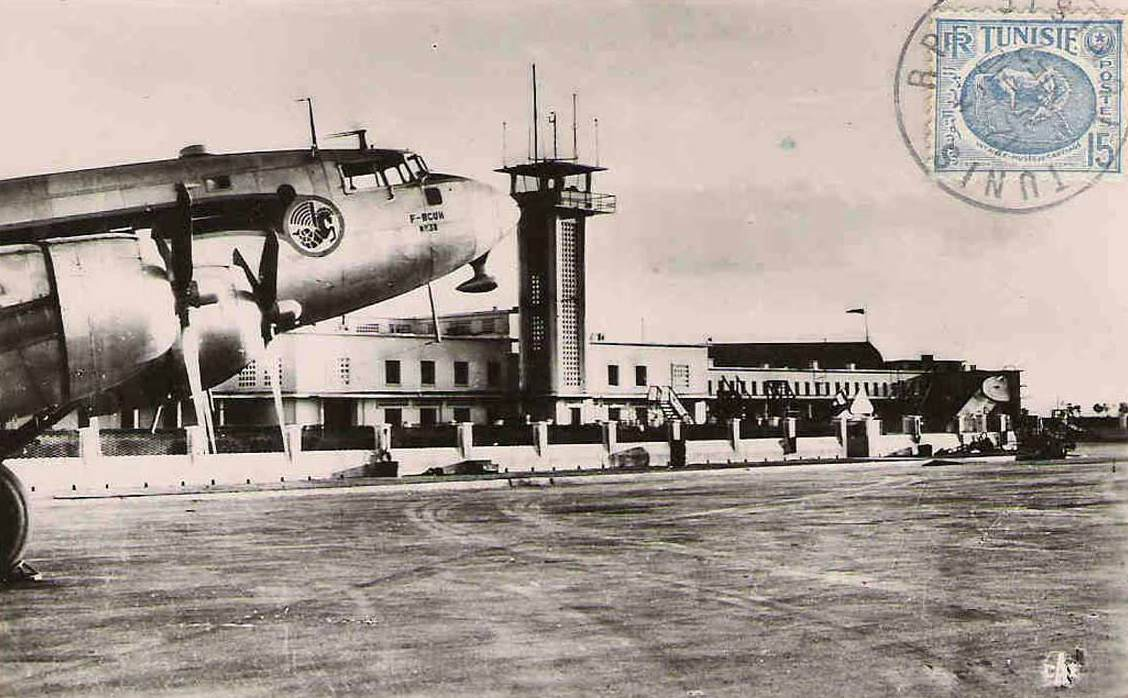
Tarmac de l'aéroport (1952).
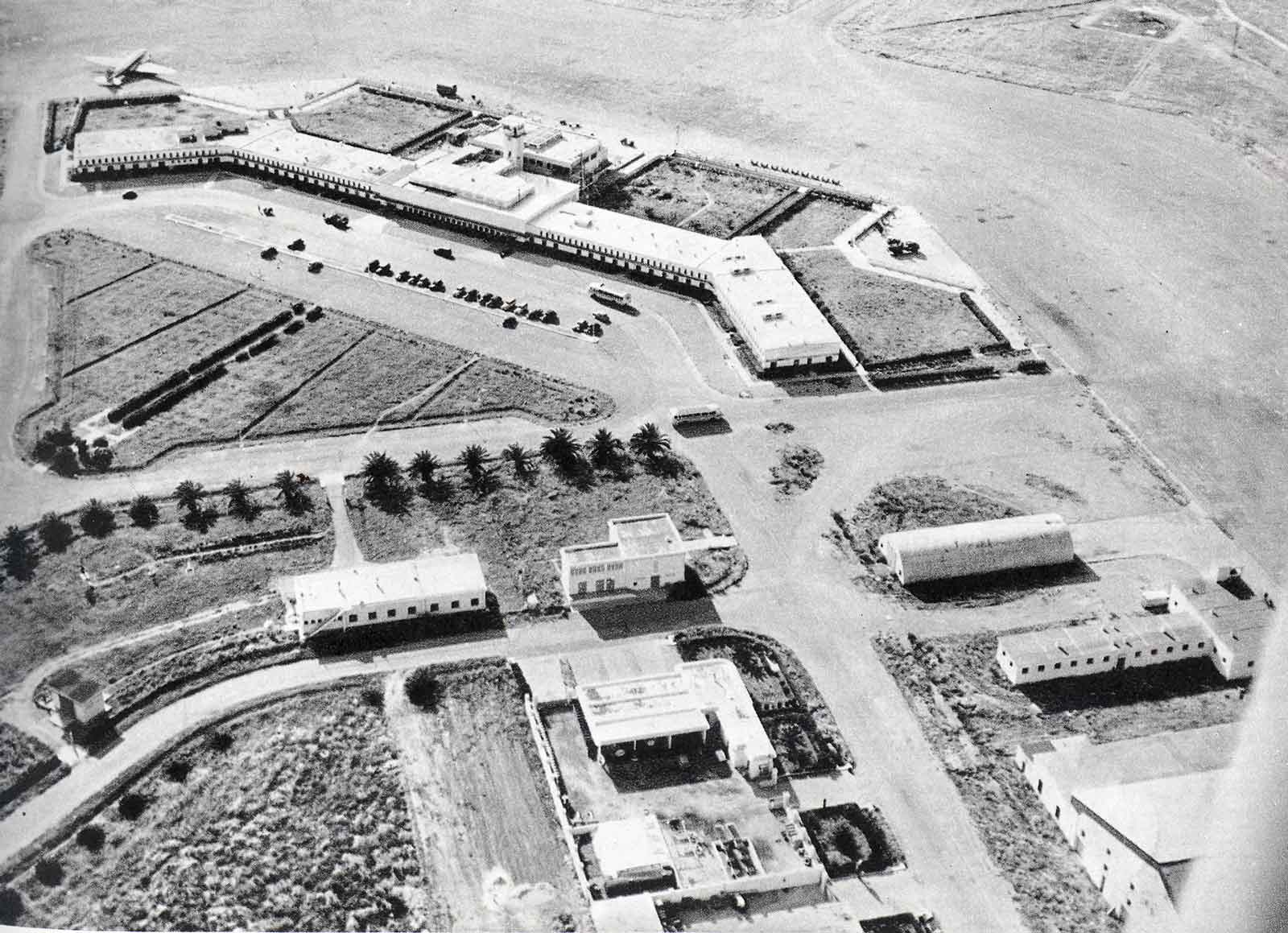
Vue des installations (1953).
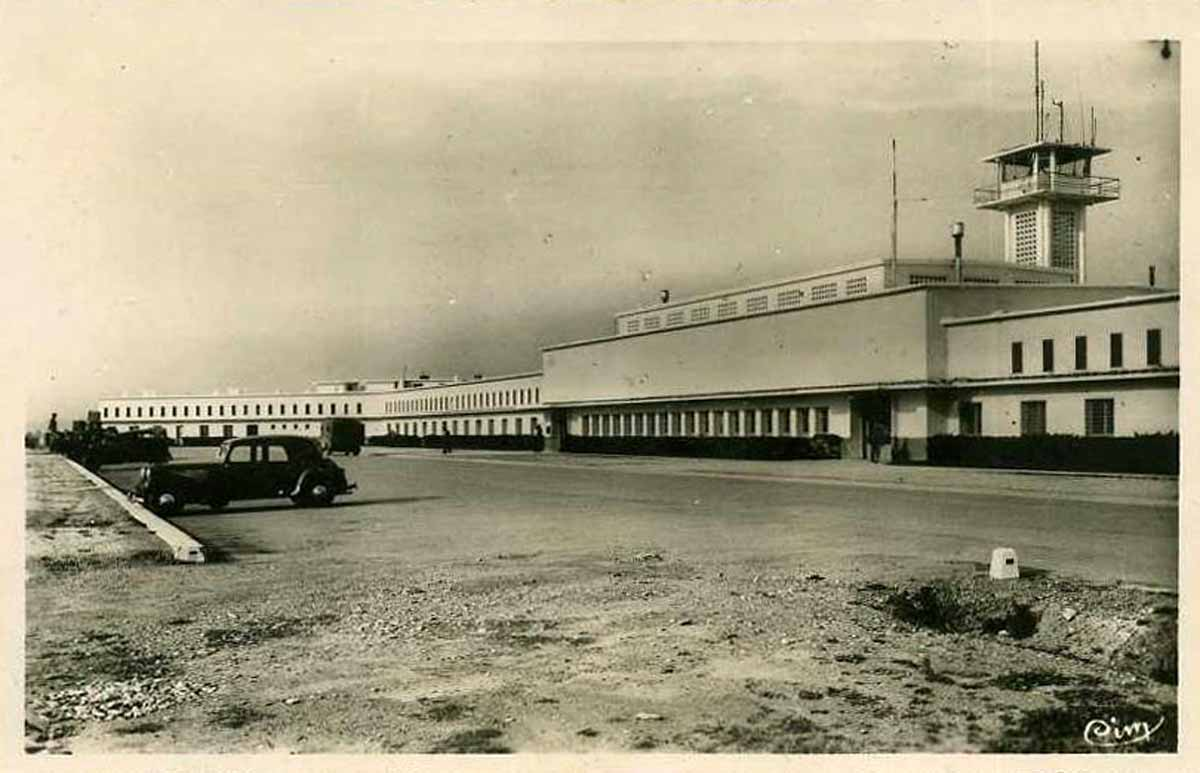
Parking de l'aérogare (1953).
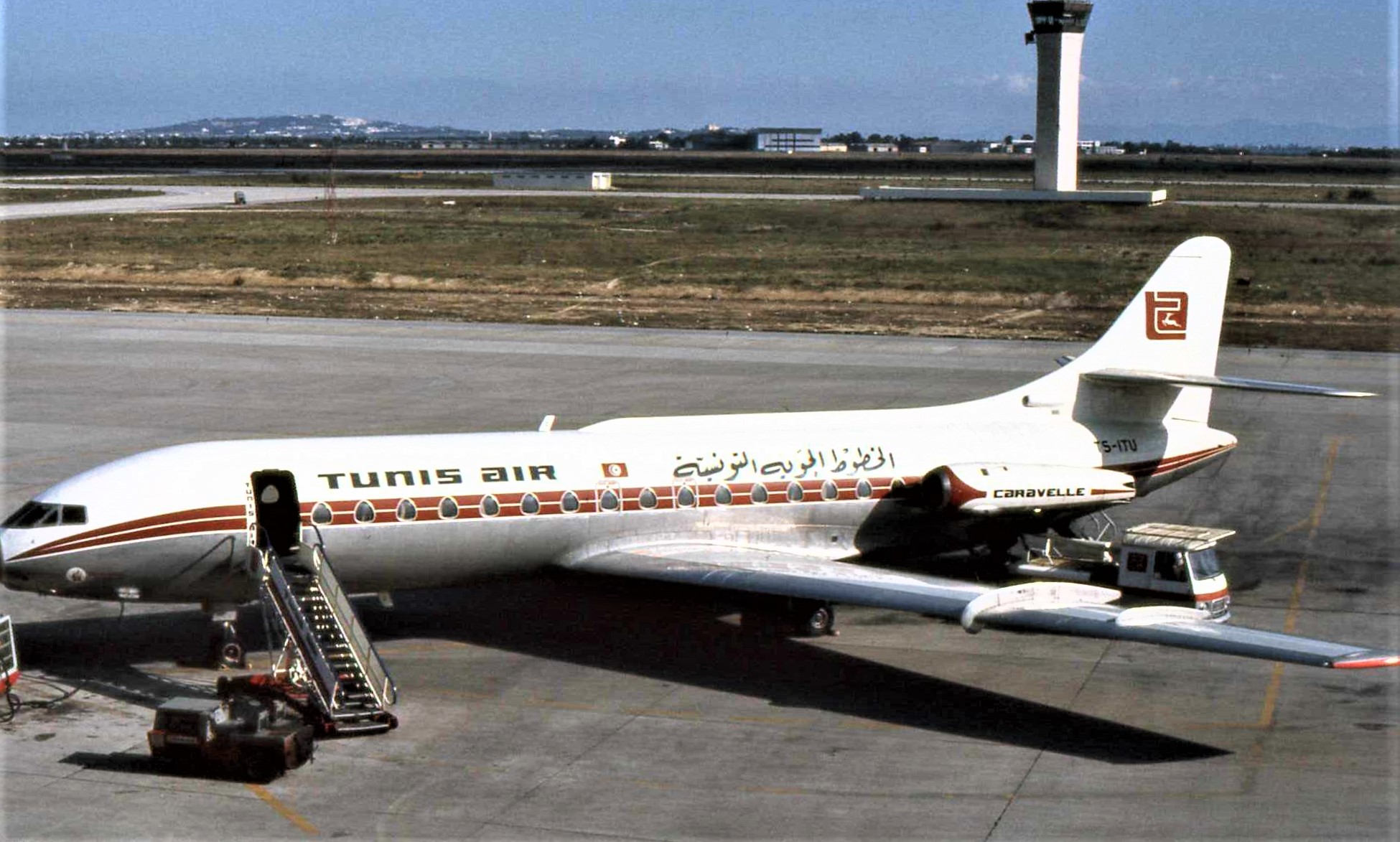
Caravelle III à l'aéroport (1973).
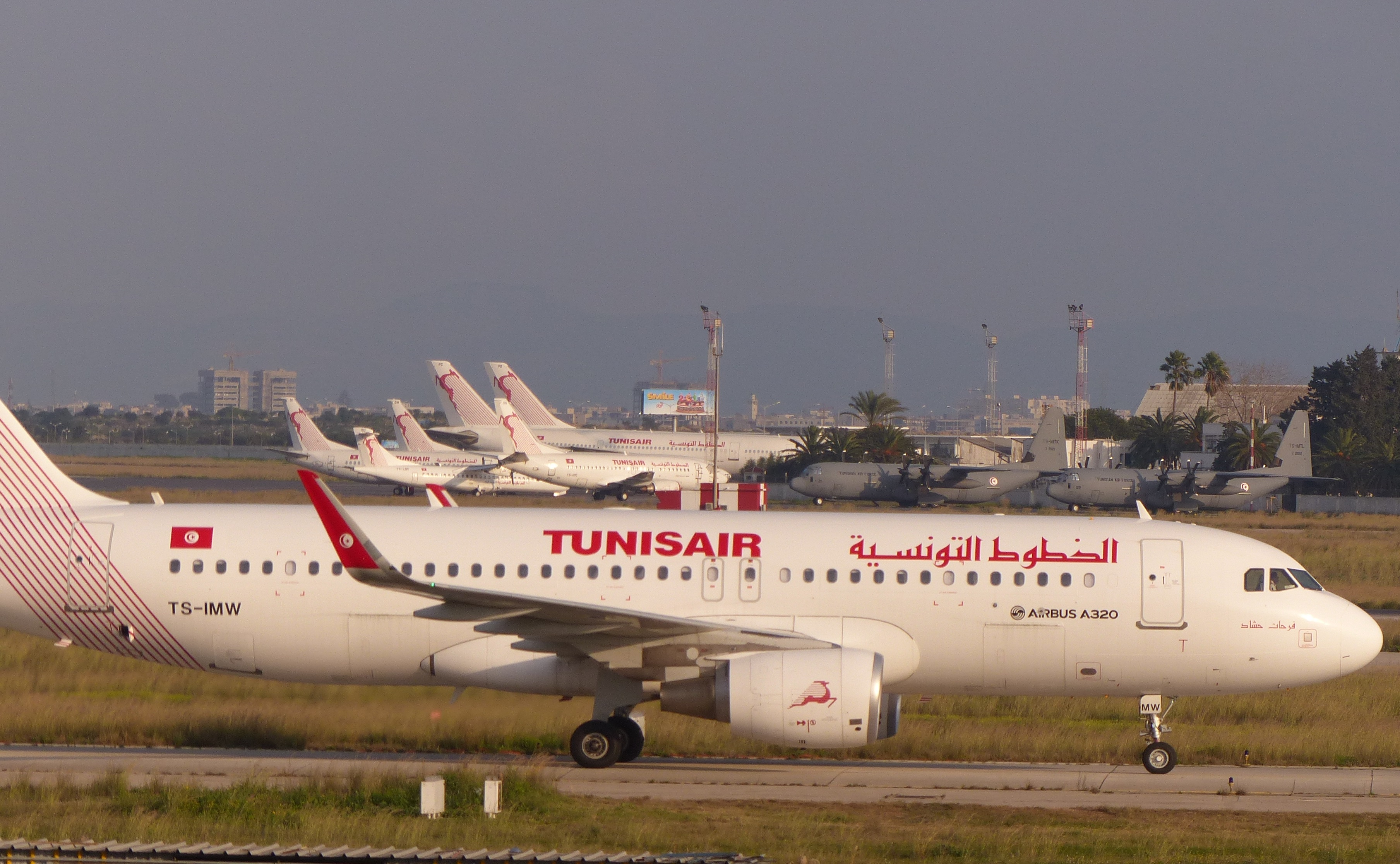
Base opérationnelle de Tunisair à l'aéroport.

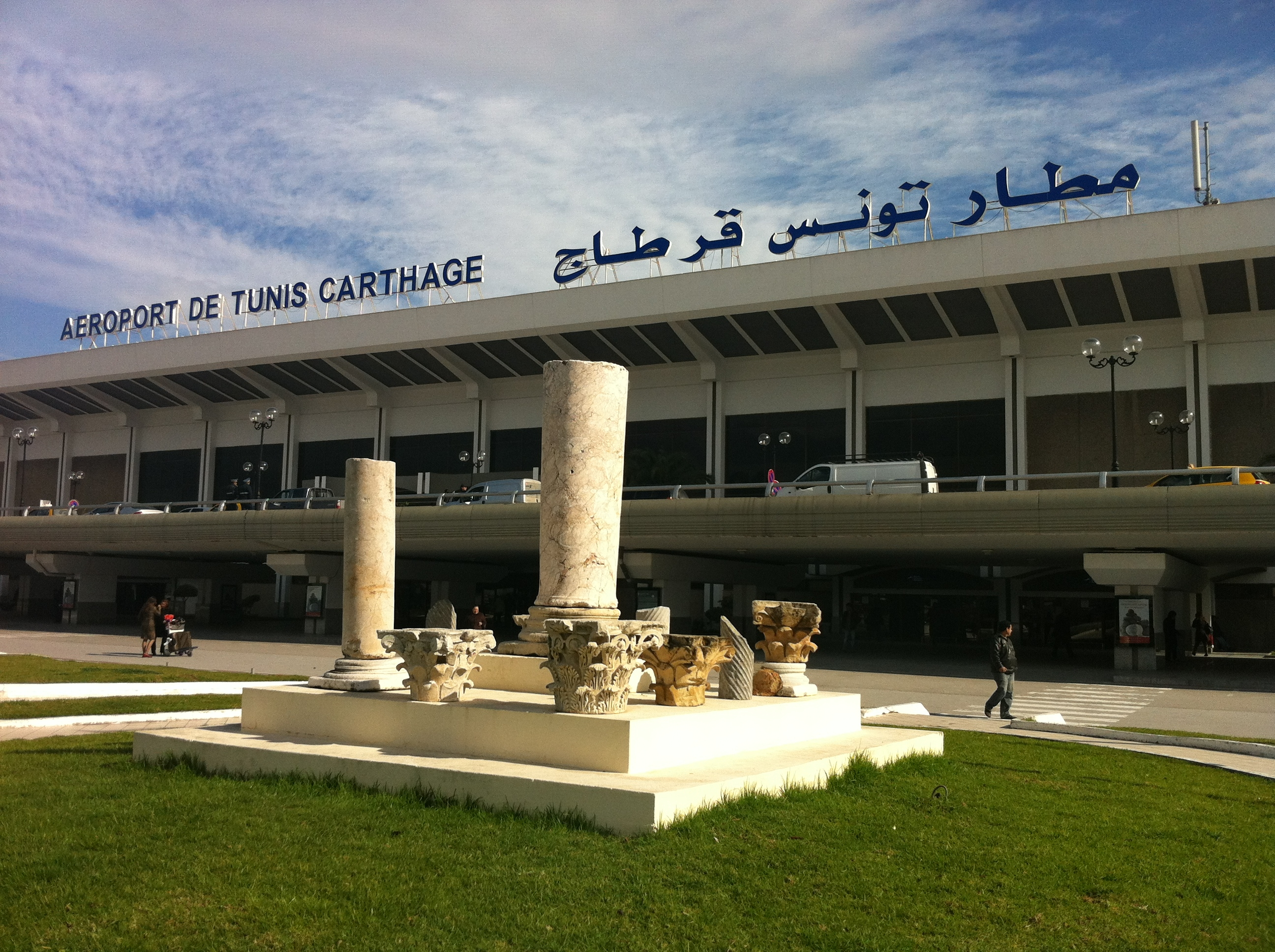
Accès principal des voyageurs (départ et arrivée).

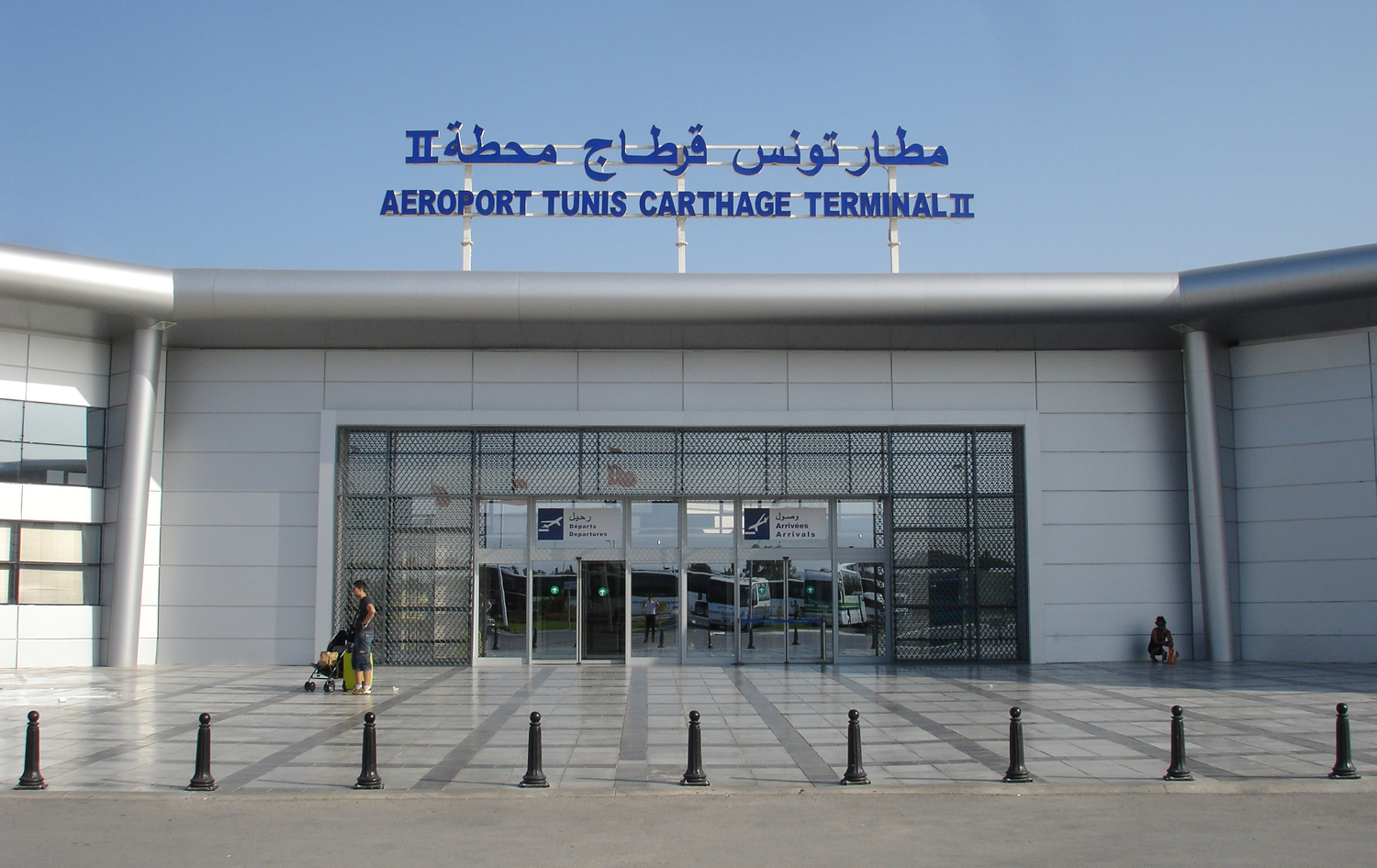
Accès au terminal II.

Exploité depuis 1972 et étendu en 1997 pour couvrir une surface totale de 57 448 m2, l'aérogare actuelle, composé de deux étages (départ et arrivée), est dotée d'une capacité d'accueil de 4,4 millions de voyageurs par an (soit 35,98 % du trafic total des aéroports du pays). Elle sera portée à six millions de voyageurs en 2007 car le trafic enregistre déjà une évolution de 10,6 % durant la période 2000-2005. La superficie totale de l'aéroport s'élève à 820 hectares. Il compte 55 points d'ancrage et sept passerelles mobiles.
Un nouveau terminal pour les vols charters, inauguré le 23 septembre 2006, permet de décongestionner le trafic en portant le nombre de terminaux à deux. Aménagé à la place de l'ancienne aérogare des pèlerins, sur une superficie de 5 500 m2, le nouveau terminal II a une capacité d'accueil de 500 000 voyageurs par an. Il est composé de trois bâtiments (départ, arrivée et transit).
D'autres projets sont encore prévus tels que l'extension de la zone de contrôle et des douanes et la rénovation des espaces de services à l'intérieur de l'aérogare. S'agissant des actions entreprises en 2005, elles ont porté sur l'acquisition des chariots et la réhabilitation des salons d'honneur et de la façade de l'aérogare.

## Situation
| \| 50 km1:6 099 000 \| Djerba · Zarzis Tunis · Carthage Enfidha · Hammamet Gabès · Matmata Gafsa · Ksar Monastir · Habib-Bourguiba Sfax · Thyna Tabarka · Aïn Draham Tozeur · Nefta El Borma Remada Borj · El Amri |
| 50 km1:6 099 000 |

## Statistiques
Pour des raisons techniques, il est temporairement impossible d'afficher le graphique qui aurait dû être présenté ici.

Voir la requête brute et les sources sur Wikidata.
| Année | Nombre de vols à destination de l'aéroport |
| ----- | ------------------------------------------ |
| 2018  | 25 622 vols                                |
| 2019  | 26 226 vols                                |
| 2020  | 9 798 vols                                 |
| 2021  | 12 707 vols                                |
| 2022  | 24 201 vols                                |
| 2023  | 29 180 vols                                |

## Compagnies et destinations
| Compagnies        | Destinations |
| ----------------- | --- |
| Aegean Airlines   | Athènes E.-Venizélos |
| Afriqiyah Airways | Benghazi-Benina, El Beïda-Al Abraq (en), Tripoli-Mitiga |
| Air Algérie       | Alger-Houari-Boumédiène |
| Air Arabia Maroc  | Casablanca-Mohammed-V |
| Air Europa        | En saison : Madrid-Barajas |
| Air France        | Paris-Charles de Gaulle En saison : Marseille-Provence |
| EgyptAir          | Le Caire |
| Emirates          | Dubaï |
| Eurowings         | Cologne/Bonn-K. Adenauer En saison : Hambourg-H.-Schmidt, Stuttgart |
| Fly Baghdad       | Bagdad |
| ITA Airways       | Rome Léonard-de-Vinci/Fiumicino |
| Libyan Airlines   | Benghazi-Benina, El Beïda-Al Abraq (en), Tobrouk (en), Tripoli-Mitiga |
| Libyan Wings      | Misrata, Tripoli-Mitiga |
| Lufthansa         | Francfort, Munich-F. J. Strauß |
| Luxair            | En saison : Luxembourg-Findel |
| Nouvelair Tunisie | - Alger-Houari-Boumédiène, - Istanbul, - Lille Lesquin, - Londres-Gatwick, - Lyon-Saint-Exupéry, - Marseille-Provence, - Nantes-Atlantique, - Nice-Côte d'Azur, - Paris-Charles de Gaulle, - Saint-Pétersbourg-Poulkovo, - Toulouse-Blagnac En saison : - Berlin-Brandebourg, - Bordeaux-Mérignac, - Bruxelles-National - Djerba-Zarzis, - Düsseldorf, - Genève-Cointrin - Djeddah - Roi-Abdelaziz, - Médine-Prince M. Bin Abdulaziz, - Milan-Malpensa, - Monastir, - Moscou-Vnoukovo, - Munich-F. J. Strauß, - Stockholm-Arlanda, - Strasbourg |
| Qatar Airways     | Doha-Hamad |
| Royal Air Maroc   | Casablanca-Mohammed-V |
| Royal Jordanian   | Amman-Reine-Alia |
| Saudia            | Djeddah - Roi-Abdelaziz |
| Transavia         | Lyon-Saint-Exupéry, Paris-Orly En saison : Marseille-Provence, Montpellier-Méditerranée, Nice-Côte d'AzurNantes-Atlantique |
| TUIfly Belgium    | Bruxelles-National, Charleroi Bruxelles-Sud |
| Tunisair          | - Abidjan-F.-H.-Boigny, - Alger-Houari-Boumédiène, - Bamako-M. Keïta, - Barcelone-El Prat, - Bologne-Borgo Panigale, - Bordeaux-Mérignac, - Bruxelles-National, - Casablanca-Mohammed-V, - Conakry, - Constantine-Mohamed-Boudiaf, - Cotonou, - Dakar-B. Diagne, - Düsseldorf, - Francfort, - Genève-Cointrin, - Istanbul, - Djeddah - Roi-Abdelaziz, - Khartoum, - Le Caire, - Lisbonne-H. Delgado, - Londres-Gatwick, - Londres-Heathrow, - Lyon-Saint-Exupéry, - Madrid-Barajas, - Marseille-Provence, - Médine-Prince M. Bin Abdulaziz, - Milan-Malpensa, - Montréal (P.-E.-Trudeau), - Munich-F. J. Strauß, - Nantes-Atlantique, - Niamey-D. Hamani, - Nice-Côte d'Azur, - Nouakchott-Oumtounsy, - Oran-Ahmed-Ben-Bella, - Ouagadougou, - Palerme Falcone-Borsellino, - Paris-Orly, - Rome Léonard-de-Vinci/Fiumicino, - Strasbourg, - Toulouse-Blagnac, - Tripoli-Mitiga, - Venise - Marco Polo, - Vienne-Schwechat, - Zurich En saison : Prague-Václav-Havel |
| Tunisair Express  | - Constantine-Mohamed-Boudiaf, - Djerba-Zarzis, - Malte, - Naples-Capodichino, - Rome Léonard-de-Vinci/Fiumicino, - Sfax-Thyna, - Tozeur |
| Turkish Airlines  | Istanbul |
| Vueling Airlines  | En saison : Barcelone-El Prat |

Actualisé le 29 mars 2025

## Cinéma
L'aéroport international de Tunis-Carthage apparaît dans le film La Vérité si je mens ! 2 sorti en 2001. Dans l'une des scènes, Eddie (Richard Anconina) et Yvan (Bruno Solo) retrouvent Serge (José Garcia), Patrick (Gilbert Melki) et Dov (Gad Elmaleh) dans l'une des salles d'embarquement de l'aéroport après être passés aux douanes du fret.